# Cyclosa dives
Cyclosa dives är en spindelart som beskrevs av Simon 1877. Cyclosa dives ingår i släktet Cyclosa och familjen hjulspindlar. Inga underarter finns listade i Catalogue of Life.